# Prometheomys schaposchnikowi
Prometheomys schaposchnikowi là một loài động vật có vú trong họ Cricetidae, bộ Gặm nhấm. Loài này được Satunin mô tả năm 1901.